# 六个为什么

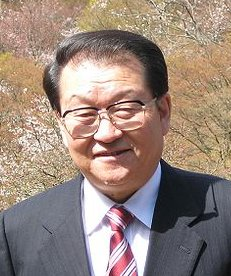
李長春

六个为什么是2009年中共中央政治局常委李长春在纪念中共十一届三中全会召开30周年理论研讨会上的讲话中提出的政治术语，被视为对温家宝支持普世价值言论的反击。

## 内容
六个为什么分别是；
1. 为什么必须坚持马克思主义在意识形态领域的指导地位，而不能搞指导思想的多元化。
2. 为什么只有社会主义才能救中国，只有中国特色社会主义才能发展中国，而不能搞民主社会主义和资本主义。
3. 为什么必须坚持人民代表大会制度，而不能搞三权分立。
4. 为什么必须坚持中国共产党领导的多党合作和政治协商制度，而不能搞西方的多黨制。
5. 为什么必须坚持以公有制为主体、多种所有制经济共同发展的基本经济制度，而不能搞私有化或纯而又纯的公有制。
6. 为什么必须坚持改革开放不动摇，而不能走回头路。

## 文献
- 中共中央宣传部理论局编，《六个“为什么”——对几个重大问题的回答》，学习出版社，2009年[5]